# Сисулу, Уолтер
Уолтер Сисулу (англ. Walter Max Ulyate Sisulu; 18 мая 1912 — 5 мая 2003) — политический деятель Южно-Африканской Республики, один из лидеров борьбы с режимом апартеида.

## Биография
Родился 18 мая 1912 года в Транскее (ныне — территория ЮАР). Его мать происходила из коса, а отец — Виктор Дикенсон — был белый государственный служащий. Получил образование в местной миссионерской школе. В 1926 году уехал из родных мест, чтобы устроиться на работу. В 1928 году переехал в Йоханнесбург. Переменил множество профессий, работал шахтёром на золотых приисках, чернорабочим на фабрике.
В 1940 году вступил в партию «Африканский национальный конгресс» (АНК). В 1943 году, совместно с Нельсоном Манделой и Оливером Тамбо, он вступил в Молодёжную лигу АНК. В 1949 году стал членом Национального исполкома АНК, одним из организаторов Молодёжной лиги АНК, тогда же был назначен генеральным секретарём АНК и пробыл на этом посту до 1954 года.
За участие в организации массовых демонстраций против режима апартеида в 1952 году был арестован и осуждён условно. В 1953 году как генеральный секретарь АНК совершил мировое турне, побывав в Китае, Израиле, СССР, европейских странах. За последующие десять лет был осуждён к лишению свободы семь раз. 11 июля 1963 года вновь был арестован. 12 июня 1964 года южноафриканский суд приговорил его к пожизненному лишению свободы. Наказание он был отправлен отбывать на остров Роббена, вместе со многими другими деятелями движения против апартеида, в том числе с Нельсоном Манделой.
В октябре 1989 года, после 26 лет заключения, был освобождён. В июле 1991 года назначен представителем президента на первой национальной конференции АНК после снятия запрета на неё. Занимал это положение до избрания Нельсона Манделы президентом ЮАР в 1994 году. После этого отошёл от активной политической деятельности, но при его жизни в штаб-квартире АНК в Йоханнесбурге сохранялся его кабинет, который Сисулу часто навещал.
Имел жену и пятерых родных и четырёх приёмных детей. Дети также были активистами борьбы с апартеидом.
Награждён медалью Изитваландве, индийским орденом «Падма Вибхушан».
Умер 5 мая 2003 года в возрасте 90 лет в Йоханнесбурге.